# Японская пунктуация
Япо́нская пунктуа́ция (яп. 約物 якумоно) — знаки препинания и правила их использования в японском языке.
Японское письмо используется и горизонтально, и вертикально, и некоторые знаки пунктуации в этих двух направлениях выглядят по-разному: круглые и фигурные скобки, квадратные кавычки, многоточия и тильды в вертикальном тексте поворачивают на 90°.
Обычно знаки японской пунктуации моноширинны (занимают каждый столько же места, сколько буквенные символы).
До XX века в японском языке пунктуация, кроме точки и каплевидной запятой, почти не использовалась.

## Знаки японской пунктуации

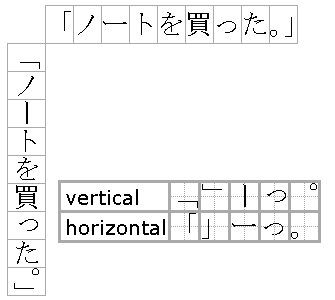
Пример поворачивающихся знаков препинания.

### Скобки
- Основная статья: Скобки в японском письме

В японском письме используется более 14 видов скобок, в вертикальном письме они всегда поворачиваются на 90° по часовой стрелке. На линованной бумаге гэнко-ёси каждый символ скобки занимает одну клетку.
| Фигурные скобки          | Круглые скобки         | Квадратные скобки      | Скобки полумесяцем             |
| ------------------------ | ---------------------- | ---------------------- | ------------------------------ |
| ｛ ｝                    | （ ）                  | ［ ］                  | 【 】                          |
| «намикакко» (яп. 波括弧) | марукакко (яп. 丸括弧) | какукакко (яп. 角括弧) | сумицукикакко (яп. 隅付き括弧) |

### Запятые
- Основная статья: Запятые в японском письме[яп.]

| Символ | Юникод | JIS X 0213 | Мнемоник |
| ------ | ------ | ---------- | -------- |
| 、     | U+3001 | 1-1-2      | &#12289; |

Запятые в японском тексте используются, в основном, для отделения частей предложения; у них также имеется усилительная функция, иногда запятые ставятся без причины, для ритмического разделения предложения. В горизонтальном письме запятая ставится в правом нижнем углу предыдущего знака, в вертикальном — снизу справа от предыдущего знака, при использовании гэнко-ёси — в обоих случаях в отдельном квадрате. Правила использования запятых в японском менее строги, чем в русском языке.
| Символ | Юникод | JIS X 0213 | Мнемоник |
| ------ | ------ | ---------- | -------- |
| ，     | U+FF0C | 1-1-4      | &#65292; |

### Многоточие
- Основная статья: Многоточие в японском языке

| Символ | Юникод | JIS X 0213 | Мнемоник |
| ------ | ------ | ---------- | -------- |
| …      | U+2026 | 1-3-63     | &#8230;  |

| Символ | Юникод | JIS X 0213 | Мнемоник |
| ------ | ------ | ---------- | -------- |
| ‥      | U+2025 | 1-3-63     | &#8229;  |

Многоточие указывает в японском языке на паузу в речи, неоконченную фразу, сокращение; оно было введено в язык под влиянием европейских языков. Обычно представляет собой три точки или две группы по три точки, хотя имеется и двухточечное многоточие. В вертикальном письме пишутся вертикально. Обычно располагаются вдоль нижней границы текста или по центру клетки.

### Точка
| Символ | Юникод | JIS X 0213 | Мнемоник |
| ------ | ------ | ---------- | -------- |
| 。     | U+3002 | 1-1-3      | &#12290; |

Точка в японском письме представляет собой окружность. В Юникоде она называется «Ideographic Full Stop». В горизонтальном письме помещается в нижний левый угол квадрата, в вертикальном — в верхний правый. Китайская точка всегда ставится в центре квадрата.
В отличие от европейской точки, японская часто используется для разделения предложений, а не в каждом предложении. Её часто пропускают, если предложение одиночное, или если текст кончается кавычкой. После точки не ставится пробел, поскольку она мала, но занимает место целой буквы и потому окружена значительным свободным пространством.
Существуют названия и зарегистрированные торговые марки, которые содержат точку внутри: группы Morning Musume (яп. モーニング娘。) и Ecomoni (яп. エコモ二。), манга Ii Hito (яп. いいひと。), дорама Nobuta. O Produce (яп. 野ブタ。をプロデュース).

### Интерпункт
- Основная статья Интерпункт
- Основная статья Интерпункт в японской пунктуации

Интерпункт — небольшая точка для разделения слов (пробел в японском практически не используется) шириной в один символ. Используется также в случаях, когда нужно отделить сокращённый элемент — «младшая и средняя школа» (яп. 小・中学校 сё: тю:гакко:); для разделения слов, написанных каной — персональный компьютер (яп. パーソナル・コンピューター па:сонару компю:та:); в полных именах, если не понятно, где кончается фамилия и начинается имя; вместо двойного дефиса; для разделения имён, титулов и должностей: помощник начальника отдела Судзуки (яп. 部長補佐・鈴木 бутё: хоса судзуки); в качестве десятичного разделителя при записи цифр иероглифами: 3,14 (яп. 三・一四); вместо двоеточий и тире в вертикальном тексте.

### Знак смены партии

Иоритэн

- Основная статья: Иоритэн

| Символ | Юникод | JIS X 0213 | Мнемоник |
| ------ | ------ | ---------- | -------- |
| 〽     | U+303D | 1-3-28     | &#12349; |

Иоритэн (яп. 庵点) или «песенный знак» (яп. 歌記号 утакиго:) используется для указание на начало песни или начало партии. Чаще всего используется в партиях но и рэнга.

### Кавычки
「　」
Одиночные — «крючковатые скобки» (яп. 鉤括弧 кагикакко). Используются для прямой и косвенной речи
『　』
Двойные — «двойные крючковатые скобки» (яп. 二重鉤括弧 нидзю:какко) используются как вложенные, а также для обозначения названий художественных произведений; в манге иногда означают услышанное по телефону.

### Пробел
| Название          | Символ | Юникод | JIS X 0213 | Мнемоник |
| ----------------- | ------ | ------ | ---------- | -------- |
| Ideographic Space | ] [    | U+3000 | 1-1-1      | &#12288; |

Использование пробелов в гэнко-ёси.

Пробелы в японском используются для выделения начала нового абзаца, особенно на линованной бумаге «гэнко-ёси» (см. правила использования в статье) и в детской литературе для отделения слов. После неяпонской пунктуации (восклицательный, вопросительный знаки) часто также помещается пробел. Он отделяет имя и фамилию.
Может также использоваться вместо точки с запятой: Банк Дайва, осакское отделение (яп. 大和銀行　大阪支店 дайва гинко: о:сака ситэн).

### Волнистая черта
- Основная статья: Волнистая черта[яп.]

| Символ | Юникод | JIS X 0213 | Мнемоник |
| ------ | ------ | ---------- | -------- |
| 〜     | U+301C | 1-1-33     | &#12316; |

Волнистая черта (яп. 波ダッシュ нами дассю:) 〜 — удлинённая тильда.
Использование включает:

Волнистая черта

- указание на диапазон: («С 5 до 6 часов» (яп. 5時〜6時); от Коти до Осаки (яп. 高知〜大阪); в этом случае при чтении добавляются слова от… до… (яп. ...から...まで …кара …мадэ);
- для отделения заголовка от подзаголовка;
- для указания на подзаголовок: «краткое изложение» (яп. 〜概要〜 гайё:)
- парные волнистые линии используются вместо скобок и косых черт: «(ответ)» (яп. 〜〜答え〜〜 котаэ);
- для указания на происхождение: из Франции (яп. フランス〜 Фурансу кара);
- для указания на долгий или тянущийся звук: «Не так ли-и?» (яп. ですよね〜 дэсу ё нэ-э), «А-а-а» (яп. あ〜〜〜), обычно для комического эффекта или для усиления миловидности персонажа;

## Другие часто используемые знаки препинания
В японском языке эти знаки имеют либо полную, либо половинную ширину, а после них обычно ставится пробел.

### Двоеточие
： 
Двоеточие (яп. コロン корон) используется в основном в научных работах: для указания времени — «4:05» вместо яп. 4時5分 или яп. 4分5秒; и при перечислении — яп. 日時:3月3日 4時5分 "Дата/время: 3 марта, 4:05).

### Восклицательный знак
- Основная статья: Восклицательный знак в японском языке

 ！ 
В японском языке  (яп. 感嘆符 кантанфу) обычно помещается в конце предложения и означает восклицание. Часто маркирует одиночные восклицания и команды: «Ой!», «Стоп!»
В формальном японском восклицательный знак не используется, однако очень часто встречается в манге и художественной литературе. В традиционном японском языке функции восклицательного знака выполняют восклицательные частицы, такие как  (яп. よ ё),  (яп. ぞ дзо) и др.

### Вопросительный знак
- Основная статья: Вопросительный знак в японском языке

 ？ 
Вопросительный знак (яп. 疑問符 гимонфу) или яп. はてなマーク, «хатэна ма: ку», может указывать на спрашивающий характер высказывания. Аналогично восклицательному знаку, в формальном письме вопросительный не используется.